# Apanteles gracilituba
Apanteles gracilituba är en stekelart som först beskrevs av Song och Chen 2004.  Apanteles gracilituba ingår i släktet Apanteles och familjen bracksteklar. Inga underarter finns listade i Catalogue of Life.